# بات أونيل (مخرج)
بات أونيل (بالإنجليزية: Pat O'Neill)‏ هو مخرج أمريكي، ولد في 1939 في لوس أنجلوس في الولايات المتحدة.

## وصلات خارجية
- بات أونيل على موقع IMDb (الإنجليزية)
- بات أونيل على موقع قاعدة بيانات الفيلم (الإنجليزية)